# Эгид Моносло
Эгид (Эдьед, Эгидий) II Моносло (венг. Monoszló nembeli (II.) Egyed; ок. 1240 — март 1313) — крупный венгерский барон, который служил главой казначейства в 1270—1272, 1274—1275 годах. Верный сторонник короля Иштвана V.

## Семья
Представитель рода Моносло. Родился около 1240 года. Сын Гергея (Григория) II Моносло, который занимал пост ишпана комитата Крассо в 1255 году. Его мать происходила из клана Бё, возможно, была дочерью Дерса. Его дедом был Томаш I, бан Славонии в 1228—1229 годах. У Эгида было два брата, Гергей III, который служил судьей куманов, и Петер, который исполнял функции епископа Трансильвании с 1270 по 1307 год.
Он женился на Екатерине Kökényesradnót, дочери Эмерика и племянницы Микода, бана Северина (1275—1276). У них было четыре дочери, и Эгид стал родственником ньекской ветви рода Аба, рода Борша и впоследствии влиятельной семьи Короджи через их браки. У Эгида не было законных сыновей.

## Сторонник Иштвана
Эгид и его родственники, помимо клана Чак, были одними из самых верных сторонников герцога Иштвана, который вынудил своего отца, короля Венгрии Белу IV, уступить ему все земли Венгерского королевства к востоку от Дуная и принял титул «младшего короля» в 1262 году. Эгид принадлежал ко двору Иштвана и участвовал в гражданской войне герцога против своего отца в 1260-х гг. Согласно уставу, приверженец Эгида, Андраш де Менеи сражался в осаде Фекетехалома под знаменем Моносло, что также подтверждает присутствие Эгида в стычке. В 1265 году Эгид был упомянут в качестве главного распорядителя при дворе Иштвана, возможно, заменив в этом качестве Иштвана Чака. Он ходатайствовал перед своим сюзереном в том же году о предоставлении дворянства для членов рода Добра, его верных воинов из замка в комитате Бач за их храбрость и заслуги в гражданской войне.
Когда вассал Иштвана, видинский деспот Яков Светослав, подчинился царю Болгарии Константину Тиху, воспользовавшись гражданской войной в Венгрии, они переправились через Дунай в 1265 году и напали на венгерские крепости к северу от реки, которые входили в состав владений «младшего короля» Иштвана. В ответ, после того как Бела и Иштван подписали мирный договор на острове Маргит, младший король, при ограниченной поддержке королевской армии Белы, вторгся в Болгарию летом 1266 года. Эгид участвовал в походе и привел армию Иштвана к успешной осаде и взятию Тырново (в одном из пяти крупных сражений), также грабя прилегающие территории. Тем временем главная армия захватила Видин, Плевен и другие крепости, а другая армия под командованием Грегори Печа разбила болгар во Врхове. После победы Эгид был назначен главой казначейства при дворе Иштвана в 1266 году и служил в этом качестве до восшествия Иштвана на венгерский престол после смерти Белы IV в мае 1270 года. Эгид также служил в качестве ишпана графств Чанад и Унг в 1266 году, когда эти комитаты входили в состав владений «младшего короля» Иштвана.
Эгид Моносло продолжал исполнять свою политическую роль в качестве главы казначейства, когда Иштван V без труда сменил своего отца и был коронован 17 мая 1270 года или после этой даты. Среди восьми высокопоставленных чиновников он был одним из тех четырех баронов — наряду с влиятельными братьями Петером I и Матушем II Чаками, а также дальним родственником Эгида Миклошем Моносло, который поступил на государственную службу и участвовал в войне против Белы. Кроме того, Эгид также стал ишпаном графства Пожонь. Его братья также достигли значительных позиций, таким образом, клан Моносло выдвинулся в ряд ведущих венгерских кланов во время правления короля Иштвана. Эгид Моносло был членом венгерской делегации, которая подписала мир в Прессбурге 2 июля 1271 года с послами короля Чехии Оттокара II, положив конец войне между двумя королевствами.

## Роль в феодальной анархии
Когда летом 1272 года изгнанный из Славонии Иоахим Гуткелед выступил против Иштвана V и похитил его десятилетнего сына и наследника Ласло, в средневековой Венгрии началась новая эра. Иштван осадил крепость Иоахима в Копривнице, но не смог освободить своего сына. Король вскоре заболел и умер 6 августа 1272 года, таким образом братья Моносло потеряли своего покровителя. Иоахим Гуткелед отбыл в Секешфехервар, как только ему сообщили о смерти Иштвана V, потому что он хотел устроить коронацию Ласло. Вдова Иштвана, Елизавета Куманская, присоединилась к нему, приводя в бешенство сторонников Иштвана V, которые обвиняли ее в заговоре против мужа. Эгид Моносло немедленно осадил в конце августа дворец вдовствующей королевы в Секешфехерваре, чтобы «спасти» Ласло от влияния соперничающей баронской группы. Еще одна иностранная хроника утверждала, что род Моносло поддерживал претензии герцога Мачвы Белы на венгерский королевский трон, но историк Аттила Жолдос отвергает эту версию.

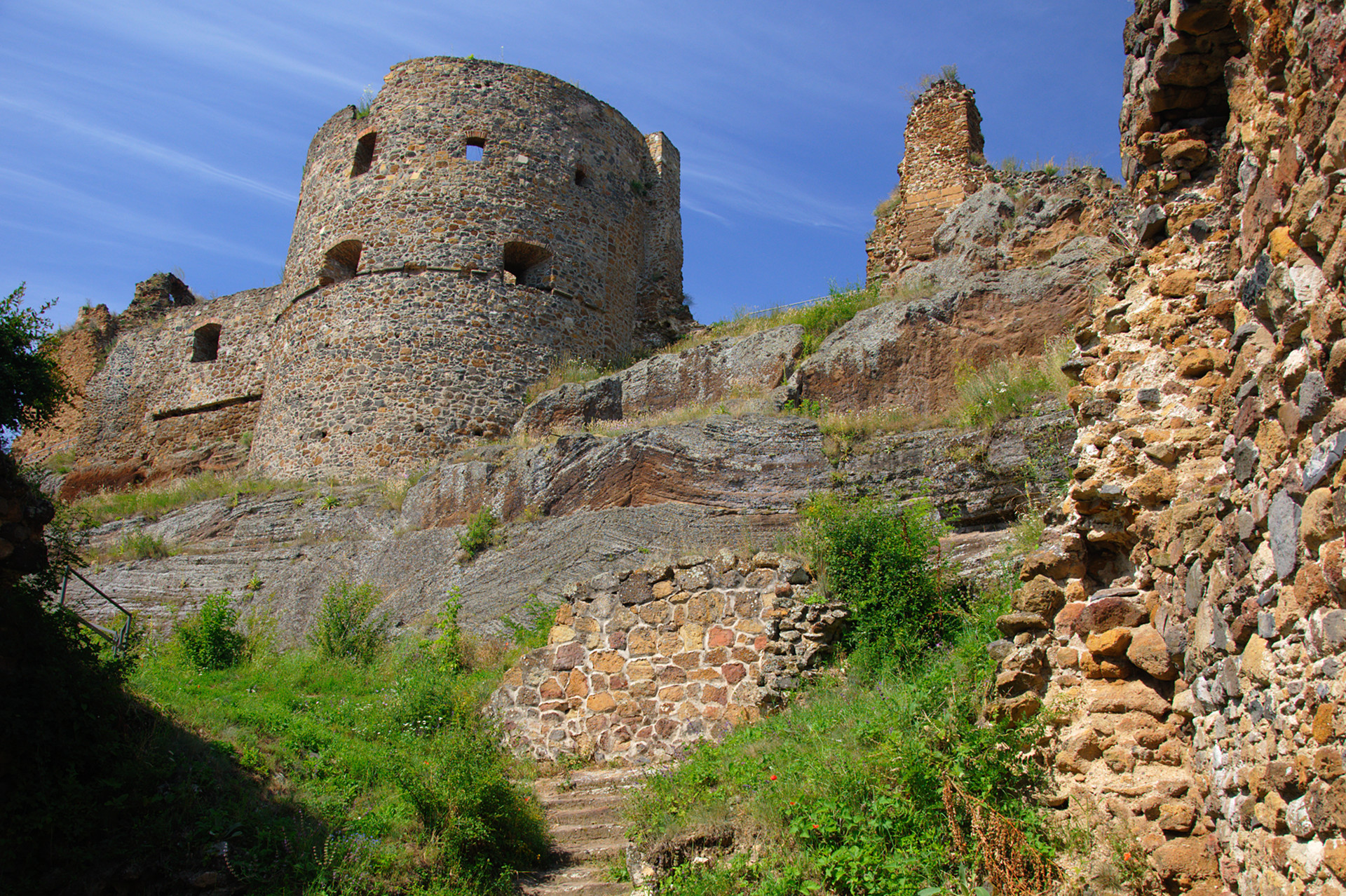
Замок Филаково (Fülek), сейчас — Slovakia

Однако военные действия Эгида закончились неудачей, поскольку армия Иоахима Гуткеледа разбила армию Эгида Моносло после нескольких столкновений и кровопролития. Как писал австрийский хронист, Эгид, «боясь мести королевы», бежал в Прессбург (ныне Братислава, Словакия) вместе со своим братом Гергеем. Они захватили замок и его окрестности и передали королю Чехии Оттокару II, который предоставил им убежище. Их венгерские земли были конфискованы вслед за этим королевой Елизаветой от имени Ласло Куна. Оттокар пожаловал братьям Моносло австрийские замки Лаа, Штоккерау, Корнойбург и Кройценштайн, поручив им также управлять Прессбургом и прилегающими фортами. Это благоприятное обращение привело в ярость Генриха Кесеги, который, будучи бывшим союзником покойного короля Белы IV, провел последние два года в изгнании при дворе Оттокара в Праге. В результате он решил вернуться в Венгрию и присоединился к баронской группе Елизаветы и Иоахима.
Воспользовавшись внутренним политическим кризисом, войска Оттокара II из Австрии и Моравии вторглись в приграничные земли Венгрии в апреле 1273 года, пройдя через регион Прессбург. Атака временно объединила соперничающие баронские группы против внешнего врага. После таких действий Оттокара Эгид Моносло покинул Прагу и вернулся в Венгрию в начале мая вместе с братом Гергеем. Эгид поклялся в верности королю Ласло IV Куну, таким образом, получил прощение от Елизаветы, и конфискованные земли Моносло были возвращены. В недолговечном «правительстве единства» Эгид Моносло одновременно служил баном Мачвы и Боснии, обе территории были выделены из состава владений герцога Мачвы Белы, который был жестоко убит в ноябре 1272 года Генрихом Кесеги. Сотрудничество длилось всего несколько месяцев. Войска Оттокара II захватили Дьёр и Сомбатхей, разграбив западные графства, а осенью захватили многие крепости, в том числе и Шопрон. Вместе с Денишем Печем и Иоахимом Гуткеледом Эгид Моносло разбил моравскую армию у стен замка Детрекс (ныне развалины близ Плавецкого Подградья, Словакия) в октябре, замок которого был безуспешно осажден войсками Оттокара. Примерно в октябре 1273 года баронская группа Кесеги-Гуткелед-Гередье взяла под свой контроль королевство, вытеснив род Чак. Эгид Моносло, который и его клан были самым сильным союзником Чаков, также потерял должность бана Мачвы и Боснии.
В первые пять лет правления короля Ласло IV Куна между двумя баронскими группами произошло двенадцать «перемен правительства». Чаки и их союзники успешно отстранили от власти Иоахима Гуткеледа и Генриха Кесеги к лету 1274 года. После этого два опальных барона решили захватить и заключить в тюрьму Ласло и его мать Елизавету в июне 1274 года. Хотя Петер Чак освободил их, Гуткелед и Кесеги захватили младшего брата короля Ласло, Андрея, и увезли его в Славонию. Эгид вновь возвысился до должности главы казначейства около сентября 1274 года, в те дни, когда Петер Чак разгромил объединенные силы Кесеги-Гуткеледа под Польгарди, где Генрих Кесеги был убит в бою. К середине 1275 года королевский двор выразил доверие семье Кесеги, несмотря на предыдущие мятежи. Это означало, что группа Чаков снова впала в немилость, и Эгид Моносло потерял свой пост главы казначейства в начале июня 1275 года, который занял Иоахим Гуткелед.

## Поздняя жизнь
И Эгид, и Грегори потеряли все политическое влияние по неясным причинам после 1275 года, поскольку они никогда не занимали никаких постов после этого, несмотря на то, что группа Чак смогла вернуться, чтобы управлять королевством в конце года. Историк Балинт Гоман утверждал, что их насильственная природа сделала их неспособными к компромиссу, но вполне вероятно, что они стали политическими жертвами бурных махинаций власти феодальной анархии. Как отметил историк Енё Сюч братья Моносло должны были обеспечить территориальную базу группы Чак за рекой Драва, так как их замки, например, Атина и Моносло (сегодня Вочин и Подравска-Мославина в Хорватии, соответственно). Тем не менее Эгид был отстранен от власти, и член уйлакской ветви клана Угрин Чак установил провинциальное господство и правил Верхним Сремом, защищая южные районы баронской группы Чака против территории Гуткеледа.
После его падения Эгид Моносло был упомянут лишь косвенно в исторических источниках, например в 1283 году во время переговоров о продаже владения между членами клана. Эгид и Грегори владели Алмосдом в комитате Бихар в 1291 году. Его брат Гергей умер к 1294 году.
Эгид Моносло был одним из последних выживших баронов, которые участвовали в войне 1260-х годов и которые были членами первого поколения феодальной анархии. Поскольку у него не было законных наследников, он написал свое первое завещание в 1298 году, когда формально усыновил своих родственников по материнской линии из рода Бё, Петера, графа секеев (1294—1300), и Михаила, который позже служил архиепископом Эстергома (1303—1304). Эгид подарил им замок Дарнок (ныне Слатинински-Дреновац, Хорватия), однако и Петер, и Михаил умерли раньше Эгида. В 1308 году Эгид изменил завещание, когда его зять, Миклош Аба и его братья (Янош, Якаб и Петер) из ньекской ветви получили Дарнок. Эгид был верным сторонником короля Карла I во время его борьбы за венгерский престол. Историк Пал Энгель утверждал, что Эгид Моносло участвовал в той королевской кампании Карла Роберта против олигарха Матуша III Чака, который де-факто самостоятельно правил северо-западными графствами Венгрии. Карл захватил Надьсжомбат (сегодня Трнава, Словакия) в начале 1313 года. Там, лежа на смертном одре, Эгид сделал свое последнее завещание в местном францисканском монастыре. 11 марта 1313 года архиепископ Томаш представил документ, таким образом, Эгид Моносло умер несколькими днями ранее. Согласно его намерению, его вдова и несовершеннолетние дочери-сироты должны были унаследовать поместья Атина и Новак в Славонии. Эгид подарил Нэдлак (ныне Нэдлак, Румыния) архиепископу Эстергома, а Шонд, комитат Бач (ныне Сонта, Сербия), стал собственностью другого его зятя, Филиппа Короги, и его родни.
Однако вокруг исполнения воли Эгида возникли трудности. После его смерти Матуш Чак захватил замок Фюлек и присоединил его к своей провинции. Согласно королевской хартии, изданной Карлом I 22 мая 1317 года, олигарх Янош Кёсеги требовал Атины для своей семьи. Однако Миклош Аба и его братья, помимо Дарнока, приобрели в Славонии власть над Атиной и Новаком, таким образом, они стали предками рода Атинаи. Вскоре после этого Янош Кёсеги захватил и заключил в тюрьму Миклоша и Петра Абу. В первой половине 1314 года Миклоша показали связанным перед замком Атина и протащили вдоль стен на коне, чтобы убедить защитников сдать крепость. Несмотря на это, Яношу Кесеги не удалось захватить Атину. Он заключил Миклоша Абу в тюрьму, где последний находился в течение трех лет. После этого король Карл I начал кампанию против клана Кёсеги в Трансданубии и Славонии в первой половине 1316 года. К осени 1317 года Янош Кёсеги был разбит, таким образом, Миклош Аба смог вернуться в отбитую Атину.